# Ingolf Kuntze
Ingolf Gottfried Alfred Kuntze (* 31. Mai 1890 in Hainichen; † 24. Juli 1952 in München) war ein deutscher Schauspieler und Intendant.

## Leben
Kuntze war ursprünglich Schauspieler an verschiedenen Bühnen in der Schweiz und in Deutschland. Erst Anfang der 1930er Jahre begann er organisatorische Tätigkeiten im Theaterumfeld zu übernehmen, während des Zweiten Weltkrieges war er Generalintendant an Bühnen im Elsass. 1938 spielte er eine kleine Rolle (Direktor des „Trocadero“) in dem Zarah-Leander-Film Der Blaufuchs. Nach dem Krieg war er in einer Nebenrolle in dem Kriminalfilm Mordprozess Dr. Jordan zu sehen.
Noch 1952 wirkte er am Berliner Schillertheater, bevor er wenig später in einer Münchner Privatklinik starb.

## Filmografie (Auswahl)
- 1933: …und wer küßt mich?
- 1938: Die fromme Lüge
- 1938: Geheimzeichen LB 17
- 1939: Der grüne Kaiser
- 1939: Aufruhr in Damaskus
- 1939: Die Geliebte
- 1939: Der Gouverneur
- 1940: Das Fräulein von Barnhelm
- 1945: Der stumme Gast